# Krasta
Krasta (albanska: Krastë med böjningsformen Krasta) är en ort i Albanien. Den ligger i prefekturen Qarku i Dibrës, i den centrala delen av landet, 30 km öster om huvudstaden Tirana. Krasta ligger 1 112 meter över havet och antalet invånare är 1 540.
Terrängen runt Krasta är kuperad åt sydost, men åt nordväst är den bergig.  
Omgivningarna runt Krasta är en mosaik av jordbruksmark och naturlig växtlighet. Runt Krasta är det ganska tätbefolkat, med 67 invånare per kvadratkilometer.